# امنموسینی ۵۷
سیارک ۵۷ (به انگلیسی: 57 Mnemosyne) پنجاه و هفتمین سیارک کشف شده‌است که در ۲۲ سپتامبر ۱۸۵۹ و در دوسلدورف کشف شد.
قدر مطلق سیارک برابر ۷٫۰۳ است.